# Siping
Siping (chiń. 四平; pinyin Sìpíng) – miasto o statusie prefektury miejskiej w północno-wschodnich Chinach, w prowincji Jilin, na południowy wschód od miasta Changchun. W 2010 roku liczba mieszkańców miasta wynosiła 649 152. Prefektura miejska w 1999 roku liczyła 3 229 494 mieszkańców. Ośrodek przemysłu maszynowego, środków transportu, elektrotechnicznego, chemicznego, mineralnego, włókienniczego i spożywczego. Stolica rzymskokatolickiej diecezji Siping.

## Podział administracyjny
Prefektura Siping podzielona jest na:
- 2 dzielnice: Tiexi, Tiedong,
- 2 miasta: Shuangliao, Gongzhuling,
- powiat: Lishu,
- powiat autonomiczny: Yitong.